# 駱應淦
駱應淦，BBS，KC，SC（英語：Lawrence Lok Ying-kam，1955年—），香港資深大律師，現任香港大律師公會執委會成員，選舉管理委員會委員，前高等法院特委法官。

## 簡介
1955年出生於香港，在1961年畢業於潔瑩幼稚園（與歌手陳潔靈為同屆同學），後畢業於聖若瑟書院（1967年入學），1978年及1979年取得英國及香港大律師執業資格，並於1994年獲委任為御用大律師。1997年首次獲委為高等法院特委法官。2005年，被政府委任為選舉管理委員會委員。
素以辭鋒銳利、擅於盤問見稱。擅長刑事法，被稱為香港刑事大律師「四大天王」之一，與清洪、包樂文及王正宇齊名。其著名的門生有：前律政司司長袁國強、資深大律師蔡維邦及資深大律師石永泰等。
曾多次為香港轟動一時案件作為代表律師，如：龔如心遺產案中，為華懋慈善基金的代表律師；2012年新地風暴貪污案中，為新地前聯席主席郭炳江的代表律師；雨傘運動七警濫用私刑案中，為總督察黃祖成的代表律師。

## 個人生活
其叔父是著名粵語片演員駱恭，大姊是香港信報創辦人駱友梅女士（亦即被譽為「香港第一健筆」林山木、筆名林行止的太太），哥哥是著名演員駱應鈞。

## 爭議
在廣深港高速鐵路香港段西九龍站實施「一地兩檢」爭議中，駱應淦認為「一地兩檢」是沒有合理法治基礎，雖然高鐵能夠帶來很多好處，但沒有法律基礎而在香港引用中國法律會令人擔心，故此希望政府收回方案，暫緩立法。他又形容行政長官林鄭月娥批評部分法律界人士「精英心態」和「雙重標準」是在「發爛渣」。

## 榮譽
- 銅紫荊星章（2015年）